# Viatura de engenharia militar
Uma viatura de engenharia militar é uma viatura desenvolvida para desempenhar tarefas de engenharia militar.
Devido às diversidade das missões a desempenhar no âmbito da engenharia militar e do grau de especialização exigido ao equipamento, tem sido desenvolvidos vários tipos de viaturas de engenharia militar.
Entre os tipos de viatura encontram-se versões de equipamento de construção pesado usado em construção civil adaptadas para uso militar, tais como Bulldozers blindados e escavadoras, tal como viaturas lança pontes

## Galeria

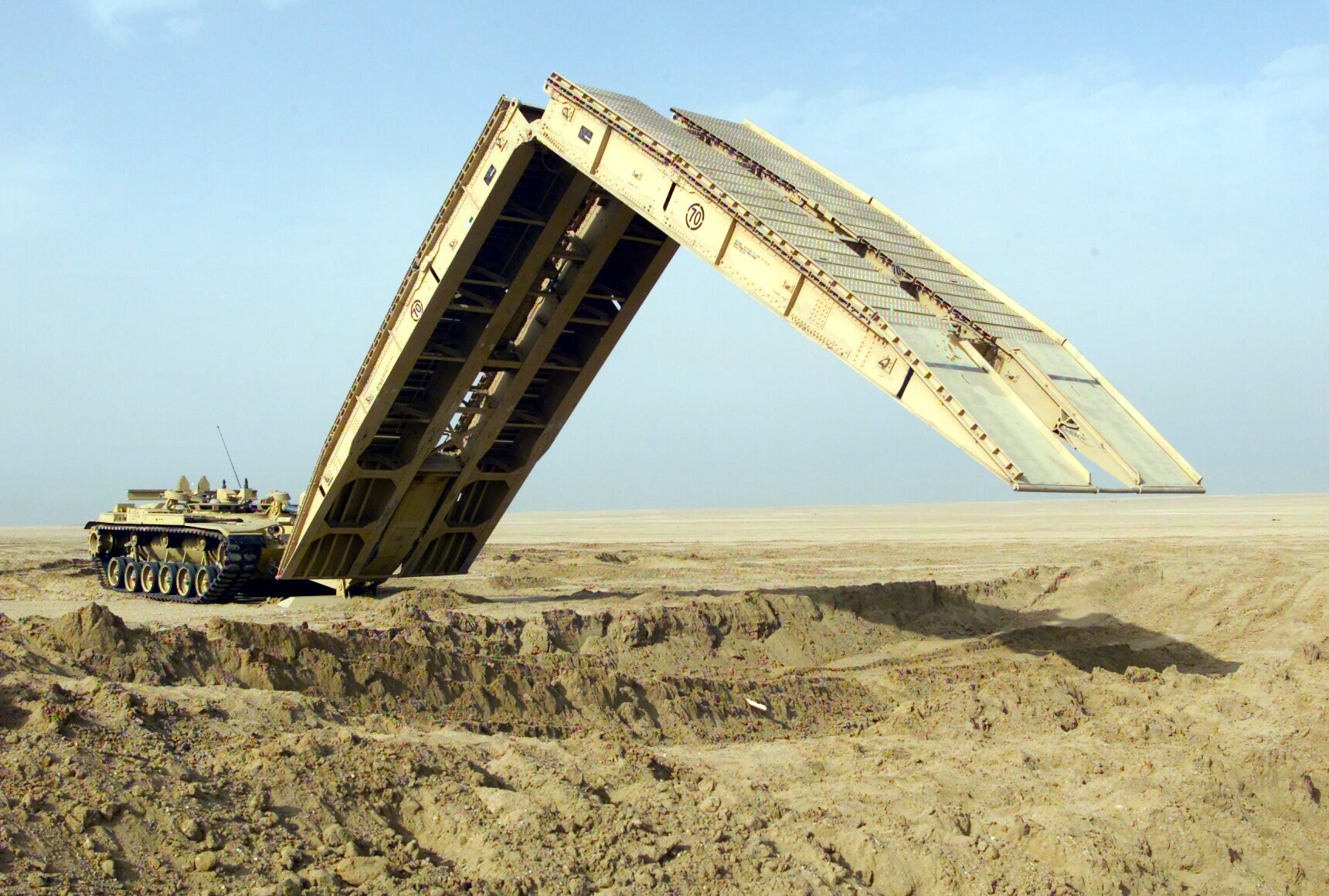
viatura lança pontes M60 AVLB.
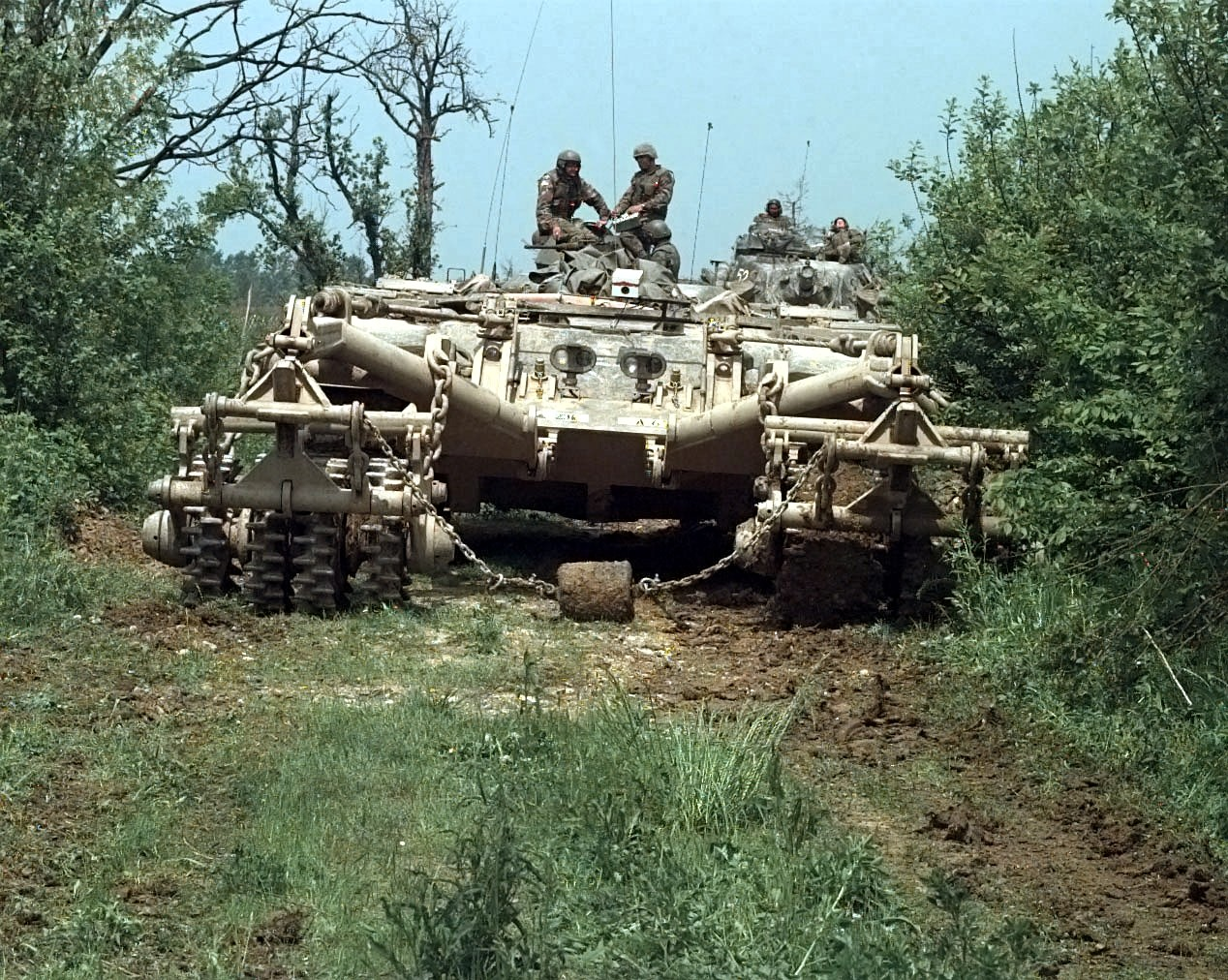
Veículo de desminagem
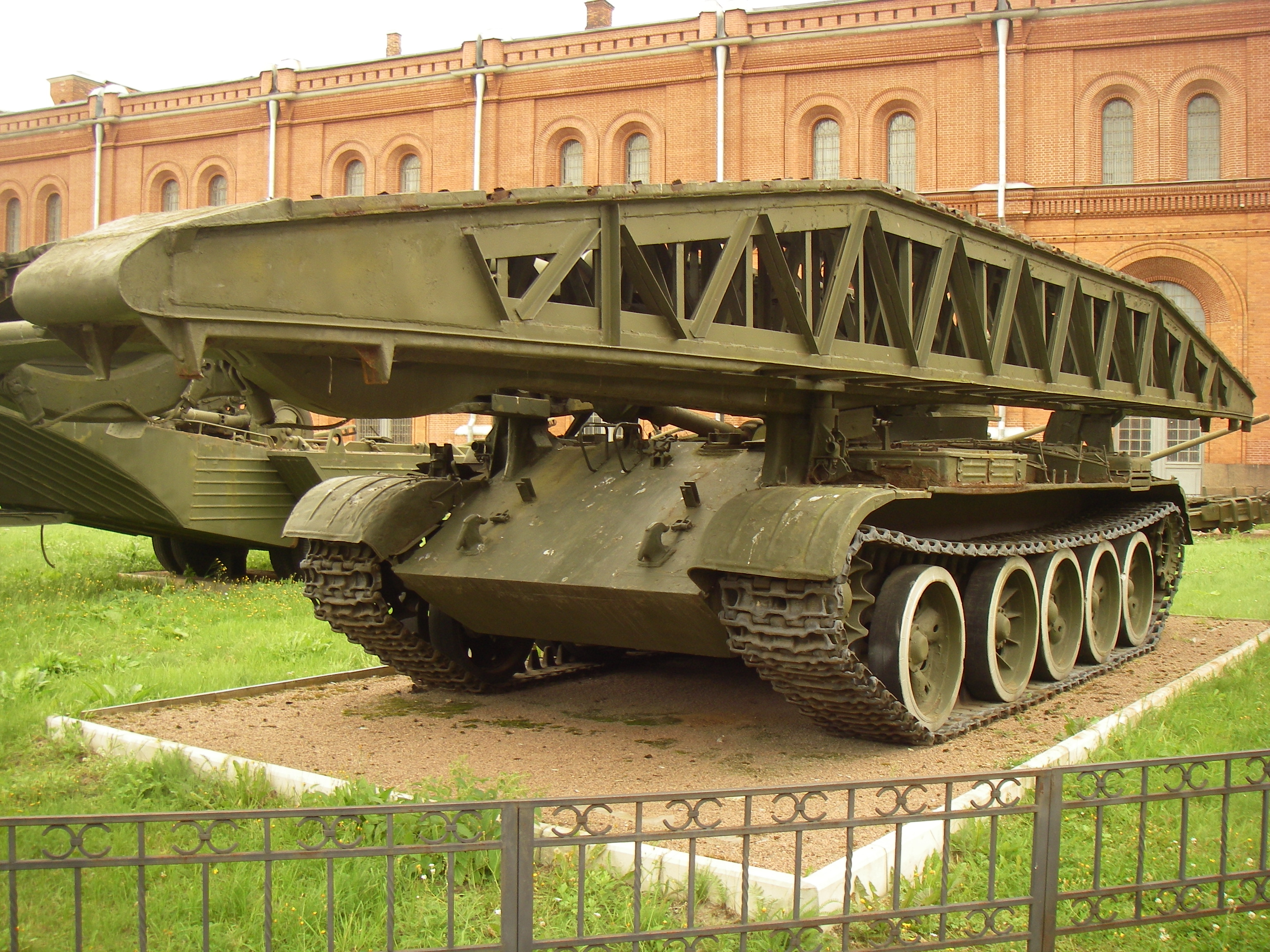
viatura lança pontes MTU-12
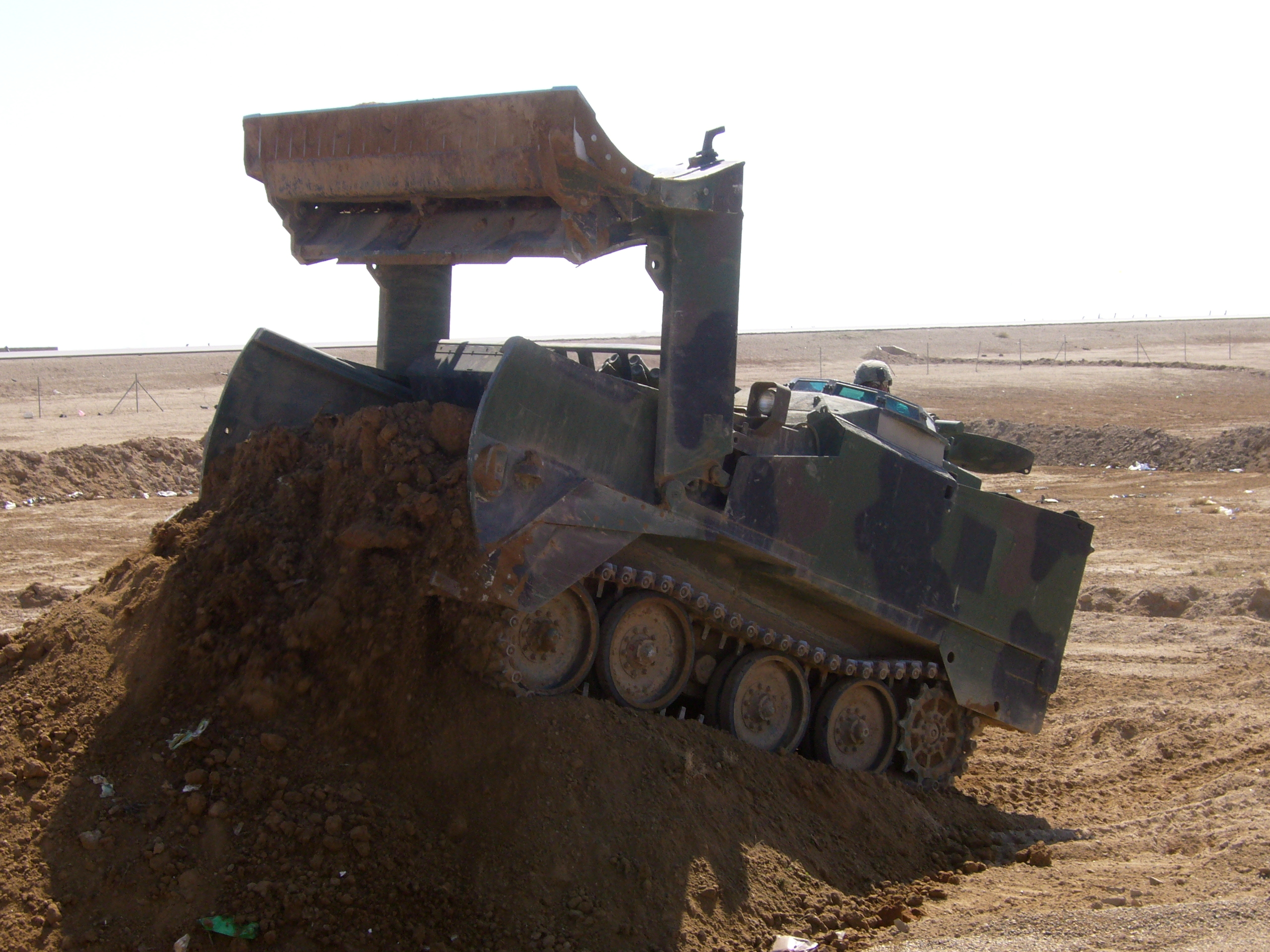
M9 Armored Combat Earthmover